# Xian de Qinyuan
Le xian de Qinyuan (沁源县 ; pinyin : Qìnyuán Xiàn) est un district administratif de la province du Shanxi en Chine. Il est placé sous la juridiction de la ville-préfecture de Changzhi.

## Démographie
La population du district était de 157 294 habitants en 1999.